# 토니 프랭크
토니 프랭크(Tony Frank, 1943년 12월 9일 ~ 2000년 4월 18일)는 미국의 배우이다.
휴스턴에서 사망하였다.

## 출연 작품
- 온 더 보더라인 (2001년)
- 슬리핑-다운 라이프 (1999, A Slipping-Down Life)
- 그들만의 계절 (1999년)
- 미녀 사기꾼 (1998년)
- 모녀의 전쟁 (1996년)
- 론 스타 (1996년)
- 퍼펙트 월드 (1993년)
- 욕망의 대가 (1992, Bed of Lies)
- 최종 판결 (1991년)
- 러쉬 (1991년)
- 사랑의 배반 (1991년)
- Convicts (1991)
- 영 건 2 (1990년)
- UHF 전쟁 (1989년)
- 세인과 고속도로 (1989년)
- 나이트 게임 (1989년)
- 7월 4일생 (1989년)
- 토크 라디오 (1988년)
- LBJ: 초창기 (1987년)
- 더블 보더 (1987년)
- 댈턴: 코드 오브 벤젠스 2 (1986년)
- 마지막 질주 (1986, Thompson's Last Run)
- 스위트 드림 (1985년)
- 더 리버 랫 (1984년)
- 텐더 머시스 (1983년)
- 라이어스 문 (1982년)
- 버뮤다 삼각지 (1979년)
- 달라스의 투혼 (1979년)

### 텔레비전
- 남과 북 (1985-86, 1994) - 살렘 존스 역